# Les Ensorcelés
Pour plus de détails, voir Fiche technique et Distribution.
Les Ensorcelés (The Bad and the Beautiful) est un film noir mélodramatique américain réalisé par Vincente Minnelli, sorti en 1952.
Les Ensorcelés a reçu cinq Oscars sur six nominations en 1952, un record[réf. souhaitée] pour un film qui n'a pas été nommé pour l'Oscar du meilleur film, ni du meilleur réalisateur.
En 2002, la Bibliothèque du Congrès des États-Unis a jugé le film « significatif culturellement » et l'a sélectionné pour être préservé au National Film Registry. La chanson, The Bad and the Beautiful, écrite par David Raksin, est depuis devenue un standard de jazz.

## Synopsis
Hollywood dans les années 1950. Fred Amiel (Barry Sullivan), un metteur en scène, refuse de répondre à un appel téléphonique venant de Paris, d'un certain Jonathan Shields. Georgia Lorrison (Lana Turner), une actrice, agit de même, tout comme James Lee Bartlow (Dick Powell), un écrivain.
Les trois se connaissent bien et sont invités ensemble dans les bureaux de la "Shields pictures Inc." par l'associé de Jonathan Shields, Harry Pebbel (Walter Pidgeon), qui règle les affaires courantes, deux ans après la faillite de cette société de production de films. Jonathan Shields veut refaire un film ; il sait, et Pebbel aussi, que, sans l'aide des trois amis, ils ne pourront pas réunir le financement nécessaire. Mais ils savent aussi que chacun des trois a de bonnes raisons de refuser.
En effet, Fred Amiel a connu par hasard Jonathan Shields (Kirk Douglas) à la mort du père de celui-ci, le fondateur de la Shields Pictures Inc. C'était un impitoyable producteur que tout le monde détestait et qui avait fini ruiné : Jonathan, lui-même sans le sou, paie des quidams pour assister à l'enterrement.
Cherchant tous les deux du travail, Fred et Jonathan se lient d'amitié et commencent à faire des petits boulots sur les plateaux de cinéma pour des films à budget réduit. Le soir ils s'incrustent dans les soirées chics du milieu du cinéma, où ils retrouvent, par hasard, un partenaire de jeu du père Shields, le producteur Harry Pebbel. Jonathan réussit à se faire embaucher à un petit niveau par Pebbel, qui lui demande en échange des idées pour de nouveaux films. Fred et Jonathan continuent à travailler ensemble pour Pebbel sur des films de série B et apprennent le métier. Sur un coup d'audace, Jonathan montre qu'il sait comment attirer le public au cinéma et obtenir des résultats financiers. Pebbel va maintenant leur confier de meilleurs sujets.
Le même soir, Jonathan amène Fred dans une maison abandonnée. C'est celle de George Lorrison, un grand acteur décédé, qui s'est occupé de Jonathan enfant, alors que son propre père le négligeait. La fille de Lorrison, Georgia, vit dans un coin de cette maison, cachée et recluse.
Fred a réfléchi pendant des années sur la mise en scène d'un film inspiré d'un grand roman et il en a écrit le scénario. Il sent que c'est le moment de présenter avec Jonathan le projet à Pebbel. Pebbel se laisse convaincre tout en lançant un défi à Jonathan, car plusieurs producteurs se sont déjà cassé les dents sur l'adaptation du roman. Les deux amis, cherchant un acteur pour le premier rôle, font la connaissance de Victor Ribera, dit Gaucho, (Gilbert Roland), la coqueluche de tout Hollywood. Jonathan obtient de Pebbel qu'il soit engagé. Mais, en même temps, Jonathan, annonce brutalement à Fred que c'est un autre réalisateur qui a été retenu pour la mise en scène de son film. Trahi, Fred Amiel ne travaillera plus avec Jonathan Shields.
De son côté, Georgia Lorrison a commencé à jouer comme figurante. Au cours d'un casting chez Jonathan Shields pour un petit rôle, celui-ci s'aperçoit qu'elle est la fille de l'acteur qu'il a connu et il la sélectionne. Un soir, cependant, elle rentre chez elle, ivre. Shields l'attend. Il lui explique que pour devenir une star, il faut qu'elle se débarrasse de son complexe d'infériorité, de sa dévotion morbide à son père et de son alcoolisme.
Un nouveau bout de tournage, pour un rôle-titre dans un nouveau film de Shields se révèle désastreux, mais Shields décide malgré tout de la garder, car il sait qu'elle sera un jour une star. Après plusieurs semaines de travail continu avec lui, Georgia est reprise par l'alcool la veille du premier tour de manivelle : elle ne se présente pas sur le plateau. Shields la retrouve, la réveille, l'impose à son équipe et continue à l'encadrer pendant tout le tournage. Le film, à force de travail acharné, est un grand succès. À la soirée qui suit la première du film, Shields n'est pas là. Georgia le retrouve chez lui, déprimé. Il prétend devoir rester seul. Mais, il a amené avec lui une figurante. Il chasse Georgia. Dévastée, elle manque de se tuer en voiture et elle décide de ne plus jamais tourner pour lui.
Jim Lee Bartlow, lui, était professeur d'histoire dans une université de Virginie. Son premier roman est un best-seller. Il est très amoureux de sa femme, Rosemary (Gloria Grahame). Shields l'invite à Hollywood avec Rosemary. Jim accepte à reculons d'être le scénariste de ses prochains films. Pendant ce temps, Rosemary s'achète des fourrures et danse avec Gaucho dans des soirées.
Jim commence à travailler sur le scénario du film inspiré de son propre roman, que Shields veut produire. Mais la présence de Rosemary empêche Jim d'avancer. Shields demande alors à Gaucho de distraire Rosemary, pendant qu'il va travailler d'arrache-pied avec Jim dans une villa loin de Hollywood. Sur la route du retour, Jim apprend par la presse que Gaucho et Rosemary étaient dans un avion à destination d'Acapulco, qui s'est écrasé. Rosemary est morte.
Shields aide Jim à se remettre de ce malheur en continuant ensemble à travailler sur le scénario du film et en le terminant. Jim va même solliciter Georgia pour qu'elle accepte de jouer dans leur film. Elle refuse : elle travaille maintenant avec Fred Amiel pour d'autres producteurs.
Le tournage du film de Jim commence, mais Shields n'est pas content du travail du metteur en scène et le renvoie : il décide de réaliser le film lui-même. Toutefois, profondément déçu par la médiocrité des rushes de sa propre mise en scène, il annule la production du film, provoquant la ruine de la Shields Pictures Inc. Jim veut emmener à son tour Jonathan pour travailler ensemble, à l'écart de Hollywood, sur d'autres projets, pour lui changer les idées, mais il découvre que Shields était au courant de l'escapade de Rosemary avec Gaucho. Profondément blessé, Jim le quitte définitivement.
Retour dans le bureau de Harry Pebbel. Les trois amis refusent la proposition de Pebbel d'aider Jonathan Shields à repartir de zéro, et s'en vont tranquillement. Toutefois, ils ne peuvent s'empêcher d'écouter, à son insu, la suite de la conversation de Pebbel avec Shields, qui est à Paris : Jonathan raconte la trame du film qu'il a en tête…

## Fiche technique
- Titre : Les Ensorcelés

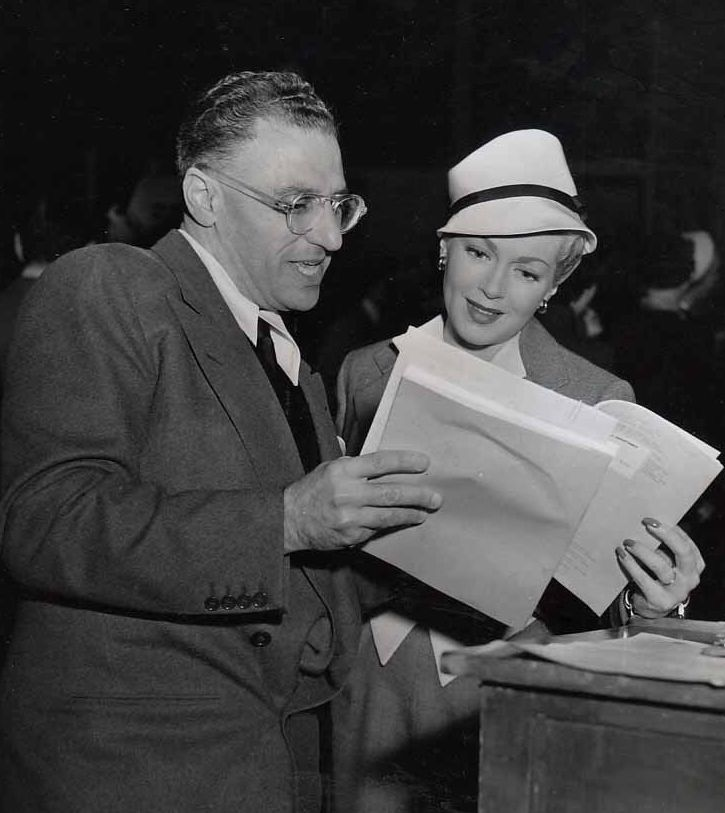
Lana Turner et George Cukor lisant le script sur le plateau de tournage.

- Titre original : The Bad and the Beautiful
- Réalisation : Vincente Minnelli, assisté de Jerry Thorpe
- Scénario : Charles Schnee, d'après l'histoire Tribute to a Bad Man de George Bradshaw (en)
- Production : John Houseman pour la Metro-Goldwyn-Mayer
- Distribution : Metro-Goldwyn-Mayer
- Budget : 1 558 000 $ (estimation)
- Musique : David Raksin et Jimmy McHugh
- Photographie : Robert Surtees
- Montage : Conrad A. Nervig
- Direction artistique : Edward C. Carfagno et Cedric Gibbons
- Décors : F. Keogh Gleason et Edwin B. Willis
- Costumes : Helen Rose
- Pays de production :  États-Unis
- Langue originale : anglais
- Format : noir et blanc — 35 mm — 1,33:1 — mono
- Genre : comédie dramatique
- Durée : 118 minutes
- Dates de sortie :
  - États-Unis : 25 décembre 1952
  - France : 8 avril 1953

## Distribution
- Lana Turner (VF : Jacqueline Porel) : Georgia Lorrison
- Kirk Douglas (VF : Jacques Dacqmine) : Jonathan Shields
- Walter Pidgeon (VF : Pierre Morin) : Harry Pebbel
- Dick Powell (VF : Renaud Mary) : James Lee Bartlow
- Barry Sullivan (VF : Jacques Beauchey) : Fred Amiel
- Gloria Grahame (VF : Nelly Benedetti) : Rosemary Bartlow
- Gilbert Roland (VF : Jean-François Laley) : Victor Ribera, alias Gaucho
- Leo G. Carroll (VF : Fernand Fabre) : Henry Whitfield
- Vanessa Brown : Kay Amiel
- Paul Stewart (VF : Jean Martinelli) : Syd Murphy
- Sammy White (VF : Paul Villé) : Gus
- Elaine Stewart (VF : Joëlle Janin) : Lila
- Ivan Triesault (VF : Abel Jacquin) : Von Ellstein

Et, parmi les acteurs non crédités :
- Marietta Canty : Ida
- Sandy Descher : la petite fille criant

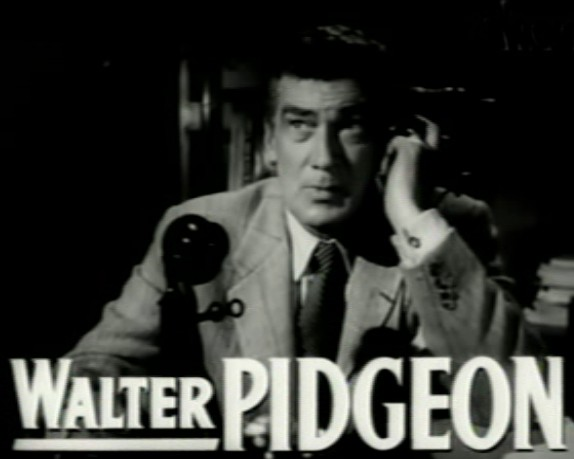
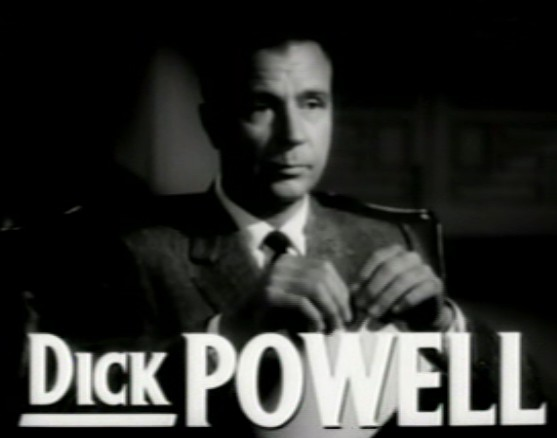
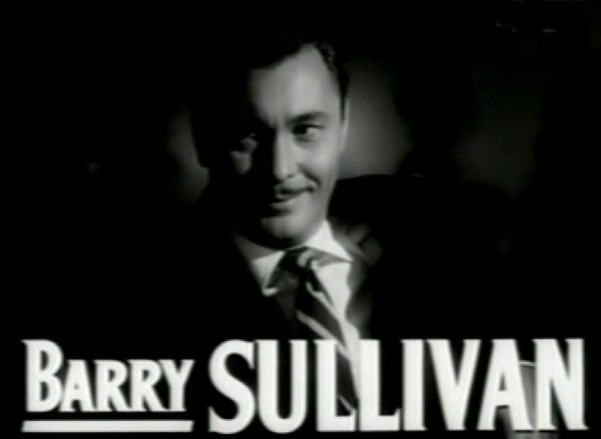
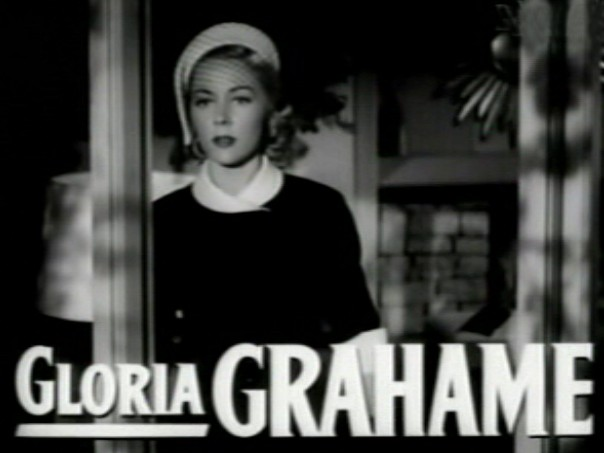
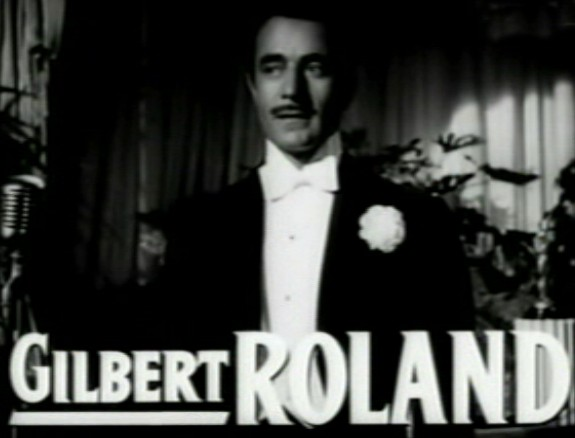
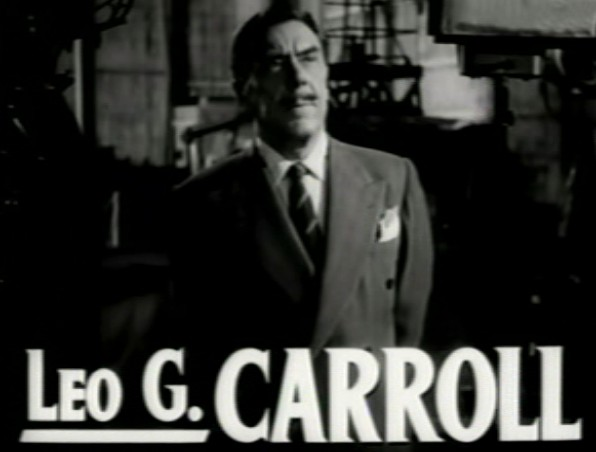
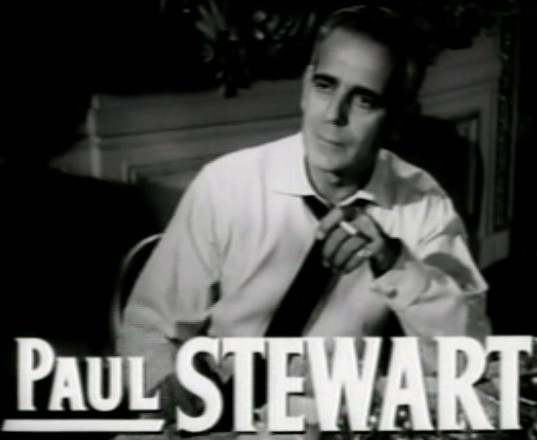
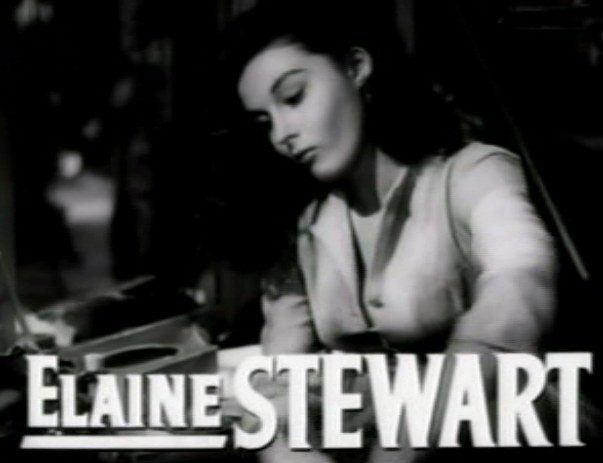

- Kathleen Freeman : Miss March
- Stuart Holmes : Joueur de poker
- Dorothy Patrick : Arlene

## Récompenses
- Oscar de la meilleure actrice dans un second rôle pour Gloria Grahame
- Oscar du meilleur scénario adapté
- Oscar de la meilleure direction artistique (cat. Noir et blanc)
- Oscar de la meilleure photographie (cat. Noir et blanc)
- Oscar de la meilleure création de costumes (cat. Noir et blanc)